# Jacques Roseau
Pour les articles homonymes, voir Roseau.
Jacques Roseau, né le 5 août 1938 à Alger et mort assassiné le 5 mars 1993 à Montpellier,  est un militant français des rapatriés d'Algérie.

## Biographie
Il grandit dans le village de Novi, près de Cherchell, et effectue ses études secondaires au lycée Duveyrier à Blida. Il devient le premier président de l'Association générale des élèves des lycées et collèges d’Algérie (Agelca) en décembre 1957 et fait partie du comité de salut public Algérie-Sahara du 13 mai 1958,,.
Il effectue son service militaire de 1959 à 1961 dans le Constantinois. Aussitôt démobilisé, il adhère à la branche étudiante de l'Organisation de l'armée secrète (OAS). Désapprouvant ses attentats aveugles, il finit par en être exclu. 
Sa famille et lui quittent l'Algérie en juin 1962. 
Il milite pour les droits des rapatriés et pour leurs éventuelles indemnisations. Il crée pour cela l'association des fils de rapatriés (1970) puis avec Guy Forzy l'association du Recours-France (1975). Il prône un rapprochement de sa cause à l'action politique, échangeant son soutien politique et celui de son association contre une future meilleure prise en compte de la cause des rapatriés. Ainsi, il recommande de voter pour François Mitterrand contre Valéry Giscard d'Estaing (jugé trop pro-arabe) au second tour de l'élection présidentielle de 1981. Il plébiscite par la suite la première cohabitation. Sur le plan local, il soutient Georges Frêche dès l'élection municipale de 1977. 
Il écrit avec Jean Fauque, deux romans historiques sur l'Algérie et leurs racines communes : Le Treizième Convoi et Le 113e Été, publiés chez Robert Laffont.
Les tenants de l'OAS ne lui pardonnent pas sa proximité avec les gaullistes. Il subit plusieurs agressions et intimidations avant d'être assassiné par arme à feu en 1993 par trois anciens de l'organisation,,,, : Gérald Huntz et Jean-Claude Lozano seront condamnés en 1996 à vingt ans de réclusion criminelle et Marcel Navarro à quinze ans de réclusion criminelle.

## Famille
Il est le cousin de la personnalité politique Gilbert Roseau.

## Hommages
- Une stèle en sa mémoire est installée rue du Mas de Lemasson à Montpellier, le long du stade Sabathé[13]. Des cérémonies en sa mémoire sont régulièrement organisées par des rapatriés[14].
- Il existe un Parc Jacques-Roseau à Montpellier[15],[16].

## Ouvrages
- Jacques Roseau et Jean Fauque, Le 13e convoi : Chronique romanesque : première période (1848-1871), Robert Laffont, 1987
- Jacques Roseau et Jean Fauque, Le 113e été, Robert Laffont, 1991

## Vidéographie
- La Guerre d'Algérie
- « Portrait de Jacques Roseau » [vidéo], sur ina.fr, 6 mars 1993, diffusé au cours du journal télévisé de Antenne 2.